# Stevie Chalmers
Thomas Stephen „Stevie“ Chalmers (* 26. Dezember 1935 in Glasgow; † 29. April 2019) war ein schottischer Fußballspieler, der vor allem als Stürmer spielte. Er ist vor allem dafür bekannt, das Siegtor für Celtic Glasgow im Finale des Europapokals der Landesmeister 1967 gegen Inter Mailand erzielt zu haben.
Chalmers spielte zwischen 1959 und 1971 in zwölf Spielzeiten für Celtic, gewann sechsmal die nationale Meisterschaft, viermal den Scottish Cup, fünfmal den Scottish League Cup und war einer der Lisbon Lions. Nachdem er den Celtic Park verlassen hatte, war er noch kurzzeitig für Greenock Morton und Partick Thistle tätig, bevor er 1975 seine Laufbahn als Spieler beendete.
Im Jahr 2016 wurde Chalmers in die Scottish Football Hall of Fame aufgenommen. 

## Titel

### Verein
- Schottischer Meister (6): 1966, 1967, 1968, 1969, 1970, 1971
- Schottischer FA Cup (4): 1965, 1967, 1969, 1971
- Schottischer Ligapokal (5): 1966, 1967, 1968, 1969, 1970
- Europapokal der Landesmeister: 1967

### Persönliches
- Torschützenkönig der Scottish Football League: 1967